# زكية (اسم)
زكية هو اسم علم مؤنث من أصل عربي، ومعناه هو الصافية ، العطرة ، الصالحة ، النامية ، الطاهرة ، المزكيّة .

## شخصيات تحمل الاسم
- زكية الخطابي (سياسية بلجيكية، 15 يناير 1976 – )
- زكية العتيبي (كاتبة سعودية، القرن 20 – )
- زكية إبراهيم (ممثلة مصرية، 25 يوليو 1901 – 8 أبريل 1970)
- زكية إسماعيل حقي (قاضية وعراقية حقوقية كردية، عقد 1930 – )
- زكية حمدان (1920 – 1987)
- زكية داود (صحفية فرنسية، 1937[3] – )
- زكية زوانات (1957 – 30 أغسطس 2012)
- زكية سلطان (أميرة عثمانية ابنة السلطان عبد الحميد الثاني، 12 يناير 1871 – 13 يوليو 1950)
- زكية نصار (سبّاحة فلسطينية، 2 أبريل 1987 – )

## وصلات خارجية
- موسوعة السلطان قابوس لأسماء العرب نسخة محفوظة 5 أبريل 2019 على موقع واي باك مشين.